# David Wechsler
 David Wechsler  (ur. 12 stycznia 1896, zm. 2 maja 1981) – amerykański psycholog, autor skal inteligencji dla dzieci (WISC) i dorosłych (WAIS).

## Życiorys
David Wechsler pochodził z żydowskiej rodziny. Wraz z rodzicami wyemigrował z Rumunii do USA. Ukończył studia w Nowym Jorku, zdobywając w 1917 roku tytuł magistra. W 1925 roku uzyskał doktorat z filozofii na Uniwersytecie Columbia. W latach 1914–1918 współpracował z armią Stanów Zjednoczonych, tworząc testy psychologiczne dla nowych żołnierzy. Wechsler prowadził prywatną praktykę, a w 1932 roku objął stanowisko szefa kliniki uniwersyteckiej Bellevue Szpitala Psychiatrycznego.

## Skale inteligencji
- WAIS – test inteligencji dla dorosłych
- WISC – test inteligencji dla dzieci

WISC to test przeznaczony dla dzieci w wieku 6-16 lat. Trwa ponad godzinę. Uzyskany wynik IQ daje obraz zdolności dziecka. Obecnie najczęściej wykorzystywane jest trzecie wydanie Skali Inteligencji Wechslera WISC-III. Wszystkie wersje testu zawierają 10 różnych rodzajów zadań. Uporządkowane są one od najłatwiejszych do najbardziej skomplikowanych.
Wśród zadań wyróżnić można dwie podgrupy:
- I sprawdzające umiejętności werbalne (słownictwo, opisywanie itp.)
- II test wykonawczy (układanie klocków według wzoru, historyjek obrazowych)

Test Wechslera umożliwia diagnozę uzdolnień, dostarcza informacji o pewnych cechach osobowości, a także pomaga zdiagnozować hipotezy uszkodzenia mózgu.
W wyniku przeprowadzenia testu uzyskuje się tzw. IQ – iloraz inteligencji.
Test zbudowany jest ze skal dzielących się na 2 grupy: skalę zdolności słownych i skalę wykonaniową.
Każda ze skal udziela informacji dotyczących funkcjonowania w sferze poznawczej badanej osoby w danym zakresie
Test zbudowany jest ze skal dzielących się na 2 grupy: skalę zdolności słownych i skalę wykonaniową

### Skala zdolności słownych
- wiadomości (ciekawość intelektualną, zakres zgromadzonych informacji i posługiwanie się nimi)
- powtarzanie liczb (zdolność koncentracji, uczenia się)
- słownik (ogólną inteligencję, wykorzystywanie zdobytych wiadomości)
- arytmetyka (rozumowanie liczbowe, rozumowanie logiczne, abstrakcyjne, reakcja na świat zewnętrzny)
- rozumienie (wiedza z reguł moralnych, rozumienie oraz ocena sytuacji społecznych)
- podobieństwa (abstrakcyjne rozumowanie logiczne, operowanie pojęciami)

### Skala wykonaniowa
- braki w obrazkach (kontakt z rzeczywistością, zdolność spostrzegania)
- porządkowanie obrazków (umiejętność przewidywania konsekwencji)
- wzory z klocków (koordynację wzrokowo-ruchową, zdolność analizy i syntezy)
- układanki (umiejętność analizy i syntezy, szybkość manipulacji)
- symbole cyfr (zdolność uczenia się, pamięć krótkotrwała)